# Framée (1900)
Framée (en español: "Lanza") fue uno de los cuatro destructores de la clase Framée construidos para la Armada francesa a principios del siglo XX. Terminado a mediados de 1900, se hundió en una colisión accidental con el acorazado francés Brennus dos meses después de su entrada en servicio, con la pérdida de 47 hombres.

## Historial de servicio
El Framée se encargó a Ateliers et Chantiers de la Loire el 27 de octubre de 1897 y el buque se desguazó ese mismo año en sus astilleros de Nantes como buque insignia de su clase. Fue botado el 29 de junio de 1899 y llegó a Lorient el 25 de enero de 1900 para ser equipado y realizar sus pruebas de mar, que duraron todo el mes de junio. Aunque el Framée fue asignado a la Escuadra del Mediterráneo (Escadre de la Méditerranée) el 29 de junio, fue asignado temporalmente a la Escuadra del Norte (Escadre du Nord) mientras esperaba sus órdenes de zarpe.

### Hundimiento
La noche del 10 al 11 de agosto de 1900, mientras regresaba de unos ejercicios en el Canal de la Mancha, colisionó con el Brennus frente al Cabo de San Vicente. El Framée se hundió rápidamente, muriendo 47 de sus 61 tripulantes. El buque fue eliminado de la lista de la marina el 26 de octubre.